# Смит, Джордж Альберт
Джордж А́льберт Смит (George Albert Smith; 4 января 1864 года, Лондон, Англия — 17 марта 1959 года, Брайтон, Англия) — английский кинорежиссёр, одна из значительных фигур викторианского кино.

## Биография
Джордж Смит родился 4 января 1864 года на Олдерсгейт-стрит, 93, Крипплгейт (англ.), восточный Лондон, в семье Билла Чарльза Смита и его жены Маргарет Элис Дэвидсон. После смерти отца семья переехала в Брайтон, где его мать управляла пансионатом. В начале 1880-х годов Смит начал выступать в небольших залах Брайтона как гипнотизёр. С 1882 года Смит с партнёром Дугласом Блэкберном придумал новый номер с поиском спрятанных зрителями предметов с помощью «телепатии». Достоверность успешных шоу подтвердили представители Общества психических исследований (SPR), которые приняли обман за чистую монету и считали, что Смит и Блэкберн обладали даром «чтения мыслей». Смит утверждал, что так оно и было, и даже в качестве соавтора опубликовал статью «Эксперименты по передаче мыслей» в журнале Общества. Позже Блэкберн признался, что это был обман. Тем не менее, Смит участвовал в деятельности Общества, став личным секретарём его почётного секретаря Эдмунда Герни. Он занимал этот пост с 1883 по 1888 год. Смит увидел и оценил фильмы братьев Люмьер на Лестер-сквер в марте 1896 года. Либо в конце того же года, либо в начале 1897 года он приобрёл свою первую камеру. Джон Барнс перечисляет тридцать один фильм, снятый Смитом в 1897 году. Смит был знаком с Жоржем Мельесом и переписывался с ним.
По профессии фотограф-портретист, некоторое время работал вместе с Джеймсом Уильямсоном и Коллинсом в фотографическом клубе «Хов камера клав». В 1892 году, когда Смит покинул SPR и приобрёл в аренду сад Святой Анны в Хове, он превратил его в популярное место отдыха горожан: теннисный корт, «папоротники, цветы, виноград и огурцы в теплицах», обезьяний дом, выставка фонарей, на которых Смит показывал «растворяющиеся виды», а также «захватывающий спуск с парашютом» сделали парк отличным от других. Парк также станет местом для его кинофабрики. На территории парка стояла старая насосная станция, которую Смит в 1897 году превратил в студию для проявки и печати, а затем, вероятно, в 1899 году, построил киностудию, которую вначале называл «оранжереей».
В 1896 году он начал снимать фильмы на территории своего владения в Брайтоне. В 1899 Смит снял первую в истории экранизацию сказки о волшебной лампе Аладдина.
К 1898 году в фильме о Санте-Клаусе он использовал наложение кадров, чтобы показать появление Санты. Как человек, знающий технику «волшебных фонарей», он разбирался в способах нарезки кадров, усовершенствованных с помощью двухкомпонентных и трёхкомпонентных (двухлинзовых и трёхлинзовых) фонарей, и привнёс это знание в кинопроизводство. Смит сделал студийный снимок вагона поезда для фильма «Поцелуй в туннеле» (1899), но когда он добавил кадры в статичный фильм, то создал сюжет, который продемонстрировал новое ощущение непрерывности и одновременности.
В 1899 году режиссёры стали монтировать фильмы о «призрачной поездке», и Смит создал повествовательный сюжетный фильм «Поцелуй в тоннеле» (1899 г.). Короткий фильм продемонстрировал новое ощущение непрерывности и одновременности всего в трёх кадрах. Это кинематографическое воображение было радикальным для того времени и продолжило развитие в следующем году в фильмах о телескопе, о бабушкиной лупе, и о «доме, который построил Джек», несохранившемся «Маленьком докторе» и его повторении — «Больной котёнок». В последних двух картинах дети дают лекарство котёнку, при этом внимание оператора сосредоточено на мордочке животного. В них использовались крупные планы, близкие и дальние кадры для создания иллюзии сновидений. Смит способствовал развитию кинематографа и учил современников, как снимать кино на плёнку и делать монтаж.
Брайтонский инженер Альфред Дарлинг (англ. Alfred Darling) оказал Смиту большую помощь как талантливый производитель фото и киноаппаратов. Во многих фильмах играла его жена Лаура Юджиния Бэйли и местный брайтонский комик Том Грин. В конце 1890-х годов Смит превратился в успешного коммерческого кинопроизводителя. В компании работали режиссёр Чарльз Гудвин Нортон (англ. Charles Goodwin Norton) и оператор британской кинопроизводственной компании Warwick Trading Company Джон Бенетт-Стэнфорд. Благодаря этому партнёрству Смит стал частью компании и наладил длительные отношения с директором Чарльзом Урбаном, по контракту он был обязан в течение двух лет продавать свою продукцию только ему. На аванс, полученный от Урбана, он строит студию «Сент-Энн уэлл гарден». Там он поставил многие свои комедии и феерии. К 1902 году Смит стал менеджером «Брайтонской студии и киностудии». Распространением фильмов GAS Films сначала занималась компания Warwick, а затем в 1903 году он был передан новой компании — Charles Urban Trading Company. Фильмы Смита вызвали международный интерес. К 1900 году компания Vitagraph из Нью-Йорка приобрела двадцать девять плёнок Смита. Его успеху в области кино способствовал процесс добавления двух цветов, известный как Kinemacolor, будет доминировать в остальной части. Urban Trading Company профинансировал новую разработку Смита и продюсировала два фильма — «Сон Дороти» и «Неудача Мэри Джейн» в 1903 году.
В 1905 году прекратил выпуск фильмов и занялся техническими экспериментами в области цветного кино. В 1906 году получил патент на систему цвета «Кинемаколор», применявшуюся в английской продукции до 1914 года. Либо в 1904, либо в 1905 году он отказался от аренды парка Святой Анны и купил новый дом в Суссексе. Именно здесь был разработана технология цветного кино — Kinemacolor. Первая демонстрация Kinemacolor состоялась 1 мая 1908 года, а первая публичная демонстрация последовала в начале 1909 года. Специальные презентации этой новой цветовой системы также прошли в Париже и Нью-Йорке. За эту работу Смит был награждён Серебряной медалью Королевского общества искусств. Kinemacolor превратил процесс кинопроизводства в новое предприятие — компанию Natural Color Kinemacolor. В период с 1910 по 1913 год фирма имела успех, выпустив более 100 короткометражных фильмов в студиях в Хове и Ницце. Патентный иск против Kinemacolor Уильяма Фриз-Грина в 1914 году привёл к краху компании и концу деятельности Смита в кинобизнесе.
В конце 1940-х о Смите вспомнило киносообщество. Британский кинематографист, архивариус и писатель Эрнест Линдгрен, историк кино Рэйчел Лоу и Жорж Садуль брали у него интервью, Майкл Бэлкон называл его «отцом британской киноиндустрии». В 1955 году Смит стал членом Британской киноакадемии.
Г. А. Смит умер в Брайтоне 17 мая 1959 года. О его кинокарьере в Хове напоминает парк Святой Анны и одноэтажный сарай, который был частью оригинальной студии Williamson. Теперь он стоит на южной стороне железнодорожной линии Брайтон-Хов недалеко от станции Хов. На нем до сих пор можно прочитать слово KINEMACOLOR. В музее Хова есть постоянная экспозиция, посвящённая Смиту и студии Williamson.

## Фильмография
- 1897 — Замок с привидениями / The Haunted Castle
- 1897 — Мельник и негодяй / The Miller and the Sweep
- 1897 — Пожилой мужчина выпивает стаканчик пива / Old Man Drinking a Glass of Beer
- 1897 — Рентгеновские лучи / The X-Ray Fiend
- 1898 — Смешные лица
- 1898 — Наконец покончено с проклятым зубом!
- 1898 — Золушка / Cinderella
- 1898 — Фауст и Мефистофель / Faust and Mephistopheles
- 1898 — Фотография призрака / Photographing a Ghost
- 1898 — Ученик Месмера
- 1898 — Святой Николай / Santa-Claus
- 1898 — Женщина-брадобрей
- 1898 — Корсиканские братья / The Corsican Brothers
- 1899 — Аладдин  / Aladdin and the Wonderful Lamp
- 1900 — Позволь мне снова помечтать / Let Me Dream Again
- 1900 — Что видно в телескоп / As Seen Through a Telescope
- 1900 — Дом, который построил Джек / The House That Jack Built
- 1900 — Бабушкина лупа / Grandma’s Reading Glass
- 1901 — Маленький доктор / The Little Doctors
- 1901 — Ночью, или полицейский с фонариком / After Dark; or, the Policeman and His Lantern
- 1902 — Мышь в художественной школе / Mouse in the Art School
- 1903 — Злоключения Мэри Джейн / Mary Jane’s Mishap